# لیانگ یی-تای
لیانگ یی-تای (انگلیسی: Leung Yee-tai) یک رزمی‌کار و قایقران در دودمان چینگ بود. لئونگ یی-تای با تیاندی‌هویی و جنبش مقاومت ضد دودمان چینگ مرتبط بود.
او یک قایقران قوی‌هیکل و یک راهب معبد شائولین بود که می‌توانست با فشردن یک چوب بلند به کفِ رودخانه، قایق را به حرکت وادارد. او در فن مبارزه با «چوب بلند» (Bō) که در نان‌چوئن «چوب بلند ۶/۵ نقطه‌ای» نام داشت، مهارت خاصی داشت و حاضر شد آن را به وانگ وا-بو در ازای یادگیری فن «مبارزه با مشت در وینگ‌چون» از او، آموزش دهند. در واقع این دو استاد بزرگ، هم شاگرد یکدیگر بودند و هم سی‌فوی یکدیگر.
از شاگردان مشهور او می‌توان لیانگ جان را نام برد.